# Santa María de Nanay (Maynas)
Santa María de Nanay es una localidad peruana, capital de distrito de Alto Nanay, provincia de Maynas, al noroeste del departamento de Loreto.

## Descripción
Santa María de Nanay se encuentra a orillas del río Nanay, cuenta con un bulevar y plaza de Armas, el pueblo es sitio de operaciones para la extracción de oro  por parte de la ilegal.